# 多花盾翅藤
多花盾翅藤（学名：Aspidopterys floribunda）为金虎尾科盾翅藤属下的一个种。

## 扩展阅读
- 維基物種上的相關：多花盾翅藤